# Ash Ra Tempel (album)
Ash Ra Tempel este eponimul album de debut al trupei de Krautrock, Ash Ra Tempel. A fost înregistrat în martie 1971 și lansat în iunie 1971 prin Ohr Records. 

## Tracklist
1. "Amboss" (19:40)
2. "Traummaschine" (25:24)

- Ambele compoziții au fost scrise de Ash Ra Tempel

## Componență
- Hartmut Enke - bas
- Klaus Schulze - baterie, percuție, chitară, electronice
- Manuel Göttsching - chitară, voce, electronice

cu
- Conny Plank - inginer de sunet